# Lindsey Morgan
Lindsey Marie Morgan (sinh ngày 27 tháng 2 năm 1990) là một diễn viên nữ người Mỹ. Cô được biết đến nhiều nhất với vai Raven Reyes trong bộ phim truyền hình thuộc thể loại khoa đọc viễn tưởng của nhà đài The CW The 100.

## Thời thơ ấu
Lindsey Marie Morgan sinh ngày 27 tháng 2 năm 1990 tại Houston, Texas, bố cô Kelly Morgan và mẹ Alice Burciaga. Có mang trong mình nửa dòng máu Mexico và nửa Alien. Lindsey có một anh trai, một chị gái cùng cha khác mẹ và năm người anh chị em ruột.

## Sự nghiệp

### 2010–13: Bắt đầu sự nghiệp vàGeneral Hospital
Lindsey Morgan bắt đầu sự nghiệp của mình tại trường Đại học Texas tại Austin, sau đó rời Los Angeles để theo đuổi giấc mơ diễn xuất. Trong năm đầu tiên ở trường đại học, cô luôn bận rộn bằng cách làm việc đặt in ấn quảng cáo. Cô được chọn vào vai phụ trong loạt phim được đánh giá cao Friday Night Lights. Lindsey Morgan đã quyết định chuyển đến Los Angeles để tiếp tục theo đuổi nghề diễn viên. Vai diễn thực sự đầu tiên của cô là trong phim Detention (2011) Cũng trong năm 2011, cô đóng vai chính trong bộ phim MTV DisCONNECTED (2011).
Vào ngày 17 tháng 4 năm 2012, TVLine thông báo rằng Morgan đã được chọn vào vai Kristina trong bộ phim truyền hình General Hospital ra mắt ngày 25 tháng 5 năm 2012. Với vai diễn này, cô được đề cử giải Emmy cho nữ diễn viên trẻ xuất sắc nhất trong một bộ phim truyền hình dài tập năm 2013. Vào ngày 26 tháng 3 năm 2013, có thông báo rằng cô sẽ rời khỏi vai diễn Kristina, phát sóng lần cuối vào ngày 4 tháng 3 năm 2013 

### 2014–nay:The 100

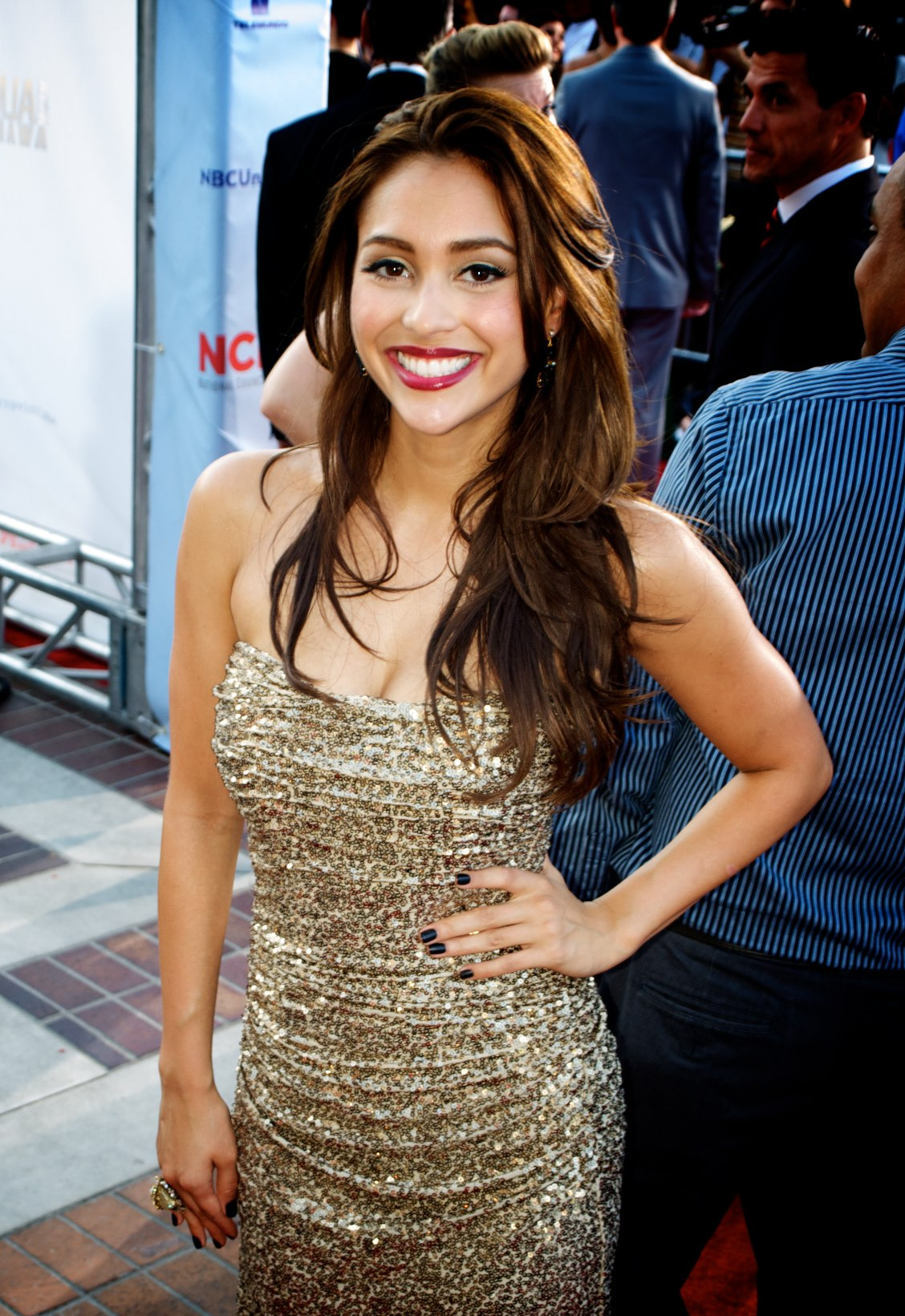
Morgan tại the 2012 Alma Awards

Vào ngày 20 tháng 8 năm 2013, Lindsey Morgan vào vai thứ chính Raven Reyes trong loạt phim khoa học viễn tưởng The 100 (phim truyền hình), bộ phim hiện đang phát sóng tới phần 6. Vào phần 2 của bộ phim, vai diễn Raven Reyes của Lindsey đã được chuyển thành một trong những nhân vật chính của phim.

Cô miêu tả về vai diễn Raven Reyes: 
"Raven là một nhân vật ngầu lòi. Cô ấy là một thiên tài về kỹ thuật cơ khí tuyệt vời. Đó là kỹ sư cơ khí trẻ nhất mà trạm vũ trụ đã có trong 52 năm. Cô ấy kiêu căng, ngổ ngáo và rất mạnh mẽ, đó là một cô gái rất tuyệt."
Năm 2015, Morgan tham gia vào bộ phim điện ảnh đầu tiên trong sự nghiệp của cô và vai diễn Ariana trong bộ phim truyền hình Casa Vita. Ariana là một đầu bếp người Mỹ gốc Mexico mơ ước mở một nhà hàng ẩm thực cho riêng mình. Ariana làm việc tại nhà hàng của cha cô, Casa Vita, nơi cô gặp Early Lindstrom.
Vào ngày 18 tháng 4 năm 2016, cô vào vai chính trong bộ phim kinh dị Lasso, cùng với dàn diẽn viên Andrew Jacobs, Sean Patrick Flanery và Karen Grassle.

## Sự nghiệp
| Năm  | Phim              | Vai             | Ghi chú   |
| ---- | ----------------- | --------------- | --------- |
| 2011 | Detention         | Alexis Spencer  |           |
| 2011 | DisCONNECTED      | Maria           |           |
| 2013 | Facebook Stalking | Lindsey         | Phim ngắn |
| 2013 | Chastity Bites    | Noemi           |           |
| 2014 | ETXR              | Florence        |           |
| 2014 | 5 Stages          | Aubrey          | Phim ngắn |
| 2017 | Beyond Skyline    | Cpt. Rose       |           |
| 2018 | Lasso             | Kit             |           |
| 2018 | Summertime        | Debbie Espinoza |           |
| TBA  | Inside Game       | Stephanie       |           |

| Năm       | Phim                  | Vai             | Ghi chú                                        |
| --------- | --------------------- | --------------- | ---------------------------------------------- |
| 2011      | B-Sides               |                 | Episode: "She's Too Good for Everyone"         |
| 2011      | Supah Ninjas          | Chantelle       | Episode: "The Magnificent"                     |
| 2011      | A Thin Line           | Maria           |                                                |
| 2012      | How I Met Your Mother | Lauren          | Episode, "The Drunk Train"                     |
| 2012      | Happy Endings         | Tracy           | Episode: "Big White Lies"                      |
| 2012–13   | General Hospital      | Kristina Davis  | Vai thứ chính, 67 episodes                     |
| 2013      | Franklin & Bash       | Jennifer        | Episode: "Shoot to Thrill"                     |
| 2013      | The Flip Side         |                 | Episodes: "Resolutions", "Clubbing"            |
| 2013      | Shark Bites           | Sorority Girl 3 | Episode: "Episode #1.0"                        |
| 2014–2020 | The 100               | Raven Reyes     | Vai thứ chính (phần 1); Vai chính (Phần 2-nay) |
| 2016      | Casa Vita             | Ariana          |                                                |
| 2016      | The Night Shift       | Kryztal         | Episode: "The Way Back"                        |

| Năm  | Tác phẩm                 | Vai    | Ghi chú    |
| ---- | ------------------------ | ------ | ---------- |
| 2013 | Destroy the Alpha Gammas | Lauren | 7 episodes |

| Năm  | Tác phẩm  | Ghi chú |
| ---- | --------- | ------- |
| 2011 | Boyfriend |         |

## Giải thưởng và đề cử
| Năm  | Giải thưởng        | Hạng mục                                                                           | Phim             | Kết quả | Tham khảo |
| ---- | ------------------ | ---------------------------------------------------------------------------------- | ---------------- | ------- | --------- |
| 2013 | Daytime Emmy Award | Giải Emmy cho nữ diễn viên trẻ xuất sắc nhất trong một bộ phim truyền hình dài tập | General Hospital | Đề cử   | [ 6 ]     |

## Liên kết
- Lindsey Morgan trên IMDb